# HMS Indomitable (1907)
«Індомітебл» (англ. HMS Indomitable (1907) — військовий корабель, лінійний крейсер типу «Інвінсібл» Королівського військово-морського флоту Великої Британії. Був одним із трьох лінійних крейсерів свого типу, побудованих для Королівського флоту до Першої світової війни та мав активну кар'єру під час війни. Брав участь у переслідуванні німецьких кораблів «Гебен» і «Бреслау» в Середземному морі, коли почалася війна, і бомбардував турецькі укріплення в Дарданеллах, ще до того, як британці оголосили війну Османській імперії. Крейсер допоміг потопити німецький панцерний крейсер «Блюхер» під час битви на Доггер-Банці в 1915 році та відбуксирував пошкоджений британський лінійний крейсер «Лайон» після битви. У травні-червні 1916 року «Індомітебл» пошкодив німецькі лінійні крейсери «Зейдліц» і «Дерфлінгер» під час Ютландської морської битви. Після війни, у 1921 році корабель продали на брухт.
Лінійний крейсер «Індомітебл» був закладений 1 березня 1906 року на верфі компанії Fairfield Shipbuilding and Engineering Company у Говані. 16 березня 1907 року корабель спущений на воду, а у серпні 1908 року увійшов до складу Королівських ВМС Великої Британії.

## Історія служби

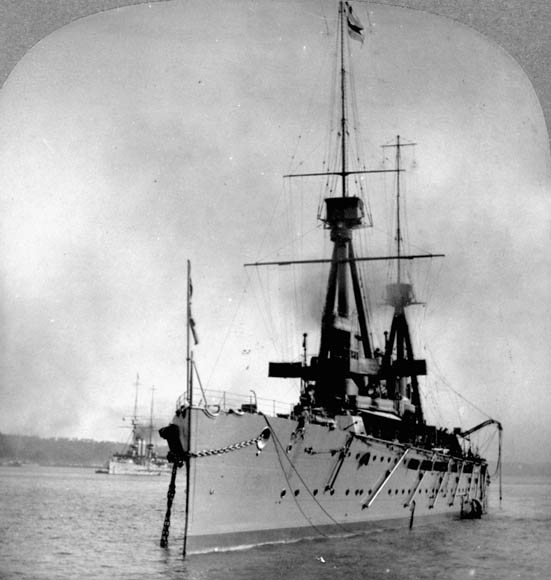
«Індомітебл» на святкуванні трьохсотріччя Квебека. 1908 рік.

20 червня 1908 року добудова і випробування «Індомітебла» були перервані. Корабель був зарахований до списків флоту, а потім направлений до Канади для участі у святкуванні трьохсотріччя Квебека. Крейсер доставив на урочистості принца Уельського, який на час походу був зарахований в екіпаж кочегаром. Після введення в експлуатацію наприкінці серпня 1908 року зарахований до складу Норської дивізії Великого флоту.
У 1909 році при реорганізації Великого флоту «Індомітебл» увійшов до складу 1-ї ескадри крейсерів. У 1911 році перекласифікований у лінійний крейсер. Брав участь в оглядах і маневрах флотів. 27 серпня 1913 року переведений у Середземне море і зарахований у 2-гу ескадру лінійних крейсерів разом з «Інфлексібл» і «Індефетігеблом». Після початку Першої світової війни, з 3 по 11 серпня 1914 року, брав участь у безуспішній спробі перехопити «Гебен» та «Бреслау». У листопаді 1914 року включений до складу Великого флоту, в січні 1915 року увійшов до складу 2-ї ескадри лінійних крейсерів.
Єдиний з крейсерів типу «Інвінсібл», що брав участь у битві біля Доггер-банці. Під час переслідування німецьких крейсерів не зміг розвинути швидкість більшу за 25 вузлів і тому відстав від британської ескадри, що йшла на швидкості 28 вузлів. Вступив у бій майже через дві години після його початку, о 10:45. З дистанції 14 900 м (80 каб.) відкрив вогонь по «Блюхеру», що відстав від німецької ескадри після ушкодження снарядами інших британських лінійних крейсерів. Наприкінці бою до добивання «Блюхера» приєдналися також «Тайгер», «Принцес Ройал» та «Нью-Зіленд», тому точну кількість влучень «Індомітебла» виділити виявилося неможливо. В ході бою він випустив 134 305-мм снаряди (15,2 % боєкомплекту), отримавши у відповідь одне влучення 210-мм снарядом, що не заподіяло значних пошкоджень. Після бою о 15:38 взяв на буксир «Лайон», що втратив хід, та доставив його в Росайт. 
У травні 1916 року усі крейсери типу «Інвінсібл» увійшли до складу 3-ї ескадри лінійних крейсерів під командуванням контрадмірала Гуда. У складі цієї ескадри «Індомітебл» взяв участь у Ютландському бою, йдучи третім у строю. Після виходу ескадри Гуда в голову колони адмірала Бітті крейсер вів вогонь по «Дерфлінгеру», домігшись трьох влучень. У сутінках під час останнього денного бою вів вогонь по «Зейдліцу» і потім по пре-дредноуту «Поммерн», що прикривав «Зейдліц». «Індомітебл» домігся по одному влученню в кожен. За час бою він випустив 175 305-мм снарядів (19,9 % боєкомплекту), домігшись п'яти влучень (2,9 %). Вранці 1 липня випустив чотири 102-мм шрапнельних снаряди по дирижаблю «L-11». Сам крейсер ніяких пошкоджень і втрат в особовому складі не мав.
Після Ютландської битви «Індомітебл» увійшов до складу 2-ї ескадри лінійних крейсерів і до закінчення війни не брав участь в активних бойових діях. Займався прикриттям легких сил і конвоїв в Північному морі. 21 листопада 1918 року в складі 2-ї ескадри взяв участь у церемонії капітуляції німецького флоту. У лютому 1919 року його було виведено у резерв. 31 березня 1920 року внесений до списків на виключення зі складу флоту та 1 грудня проданий на злам компанії «Стенлі Шіпбрейкінг Компані». Корабель відбуксирували в Дувр 30 серпня 1922 року та до квітня 1923 він був розібраний на метал.